# Iserhjelm
Iserhjelm var en svensk adelsätt.
Stamfader för ätten är den tyske Hans Iser som inkom till Sverige på 1500-talet och var handelsman i Skara. Hans hustru Kjerstin Hansdotter tillhörde Stora Wånga-släkten på fädernet och var släkt med den adliga ätten Strömfelt på mödernet. Makarnas son Johannes Johannis Iser var kapellan i Väse och Alster i Värmland, och var gift med kyrkoherdedottern Märtha Ekblad från Gökhem. Ett av de sistnämnda makarnas barn, Matthias Iser, var pastor primarius och utnämndes 1711 till biskop av Västerås stift. Hans hustru var Margaretha Nyman, vars morföräldrar var den bekante prosten i Falun, Laurentius Blackstadius och dennes hustru Anna Unosdotter Troilia, en ättling till Stormor i Dalom.
Biskop Isers och hans hustrus barn adlades för faderns förtjänster år 8 februari 1689, och de antog därmed namnet Iserhjelm. Barnen var:
- Johan Iserhjelm, avliden som student.
- Carl Olof Iserhjelm, justitiekansler.
- Gustaf Iserhjelm, sekreterare.
- Anna Maria Iserhjelm, gift med Hans Wennerstjerna, och stammoder för makens adelsätt.
- Magnus Gabriel Iserhjelm, död som barn
- Elisabeth Iserhjelm, stammoder för adelsätten Segerfelt som dock slocknade efter en generation.
- Mattias Iserhjelm, fänrik, stupad barnlös vid slaget vid Poltava.
- Elias Iserhjelm, död som barn
- Samuel Iserhjelm, drunknad som student
- Erland Iserhjelm, död som barn
- Margareta Iserhjelm, död som barn
- Margareta Iserhjelm, stammoder för adelsätten Olivecrona.

Sönerna introducerades på nummer 1288 år 1697. Ätten fortlevde enligt ovan med de två bröderna Carl Olof och Gustaf Iserhjelm.
Carl Olof Iserhjelm skrev sig till Torsätra, Lövstad och Negelstena. Hans hustru var Elias Obrechts och Margareta Åkerhjelms dotter Maria Magdalena som adopterats på ätten Hermelin. Deras äldsta dotter Margareta inlöste Lövstads säteri, varmed detta genom hennes äktenskap med Carl Riben hamnade i makens ätt. Yngsta dottern Ulrica blev stammoder för den ena ätten von Platen, nr 1922.
Den äldre släktgrenen fortgick med hovjunkaren Carl Wilhelm Iserhjelm, vars hustru tillhörde ätten von Kochen. Bara en son förde grenen vidare, justitierådet Carl Johan Iserhjelm, som dock bara fick tre döttrar. Ena dottern gifte sig af Robsahm. Yngsta dottern gifte sig med en ofrälse fänrik. Mellersta dottern gifte sig med kaptenen Fredrik Bernard Cöster. Därmed blev hon farmors mor till FN:s generalsekreterare Dag Hammarskjöld. Äldre släktgrenen slöts på svärdssidan med Carl Johan Iserhjelms yngste bror, Samuel Christoffer Iserhjelm år 1827.
Den yngre grenen, som utgick från Gustaf Iserhjelm och hans hustru Christina von Numers, slocknade på svärdssidan efter två generationer, med kammarherren Carl Gustaf Samuel Iserhjelm år 1831.